# Malikia granosa
Malikia granosa es una bacteria gramnegativa del género Malikia. Fue descrita en el año 2005, es la especie tipo. Su etimología hace referencia a granular. Es aerobia y móvil por uno o dos flagelos polares. Tiene un tamaño de 1,3 μm de ancho por 3,5-6 μm de largo. En algunas ocasiones puede formar filamentos de 50 μm de longitud. Presenta gránulos de polihidroxialcanoatos. Forma colonias lisas, circulares, de color cremoso y translúcidas en agar R2A tras 2 días de incubación. Temperatura de crecimiento óptima de 35 °C. Se ha aislado de lodos activados.